# Hammarö kyrka
Hammarö kyrka är en spånklädd timmerkyrka som tillhör Hammarö församling i Karlstads stift och ligger i Hammarö kommun i Värmland. Kyrkan ligger strax väster om Lövnäs och söder om Hammars udde vid Hammaröns norra strand. Det är omkring tre kilometer öster om centrala Skoghall.

## Kyrkobyggnaden
Kyrkans fick sitt utseende 1748 då den byggdes om till korskyrka, men de äldsta delarna koret och sakristian är uppförda i början av 1300-talet. Men man har funnit rester av en ännu äldre kyrka som troligen uppfördes i mitten av 1200-talet. I kyrkans sakristia är målningar bevarade från mitten av 1400-talet, de anses ha Mäster Amund som upphovsman. I sakristian finns ett medeltida sakramentskåp. Under 1933-1934 renoverades kyrkan och fick då sin nuvarande spånbeklädnad.

## Bildgalleri

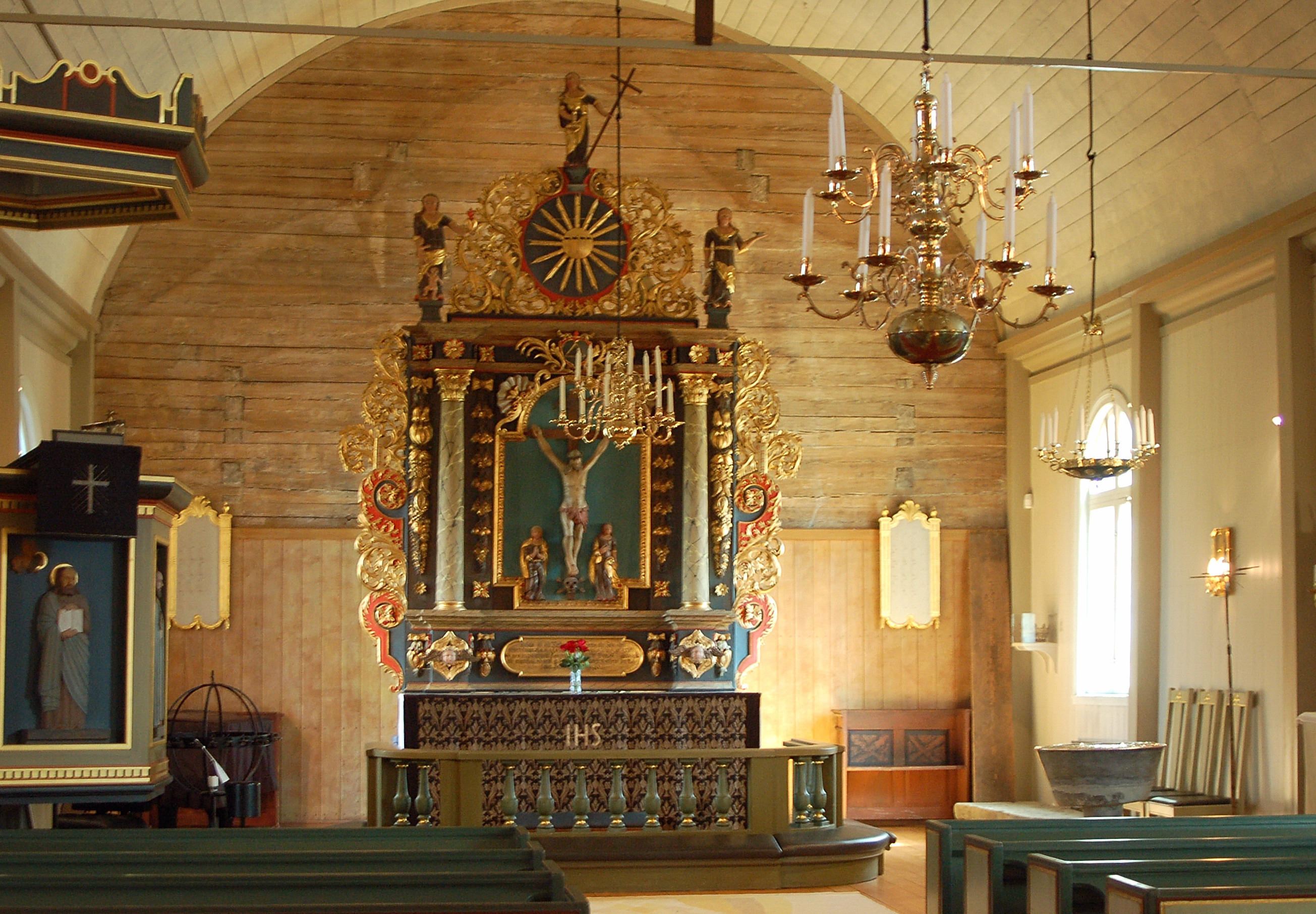
Det nuvarande koret i det medeltida långhuset
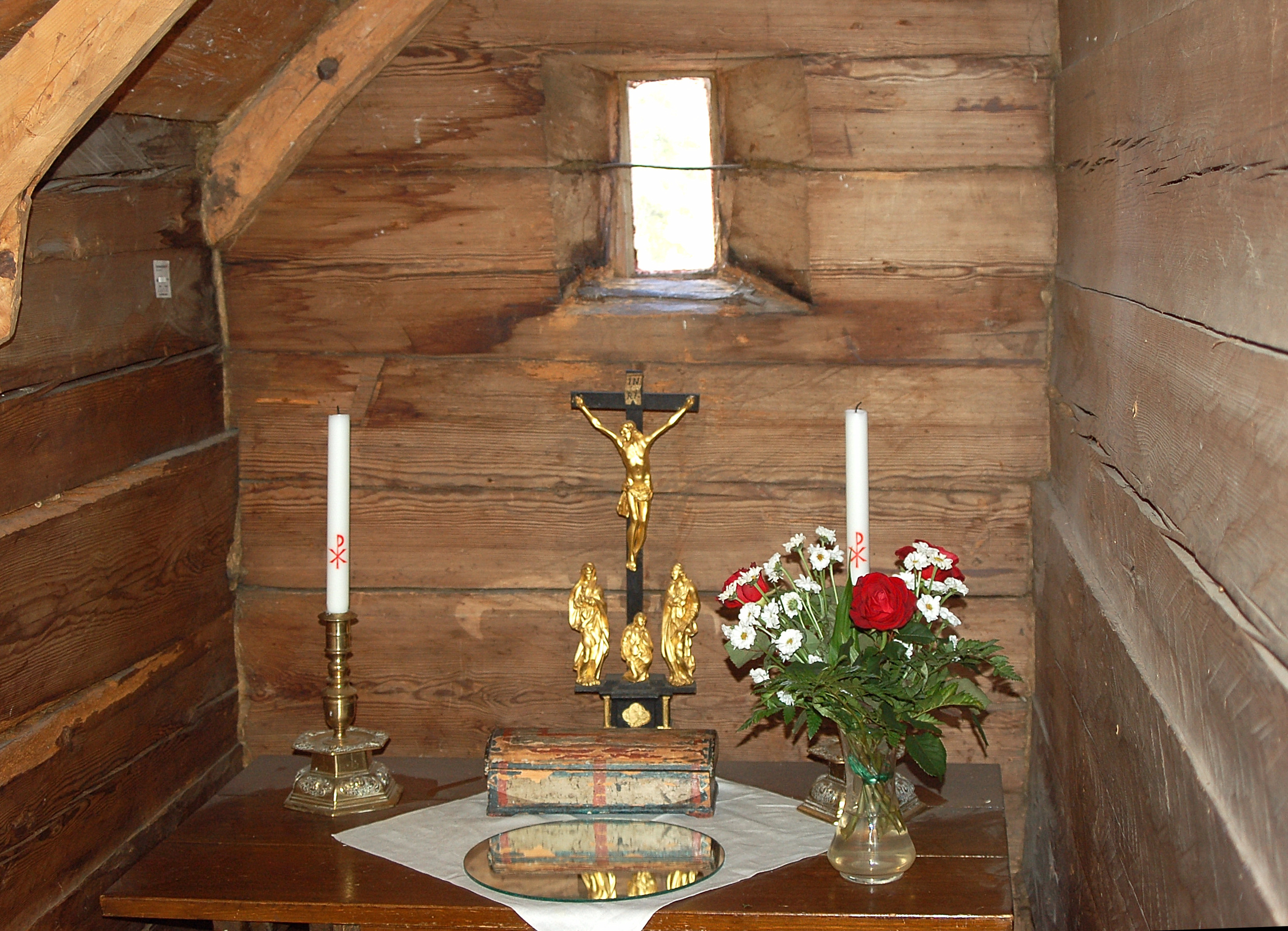
Den medeltida sakristian, en del av den nuvarande sakristian i det medeltida koret
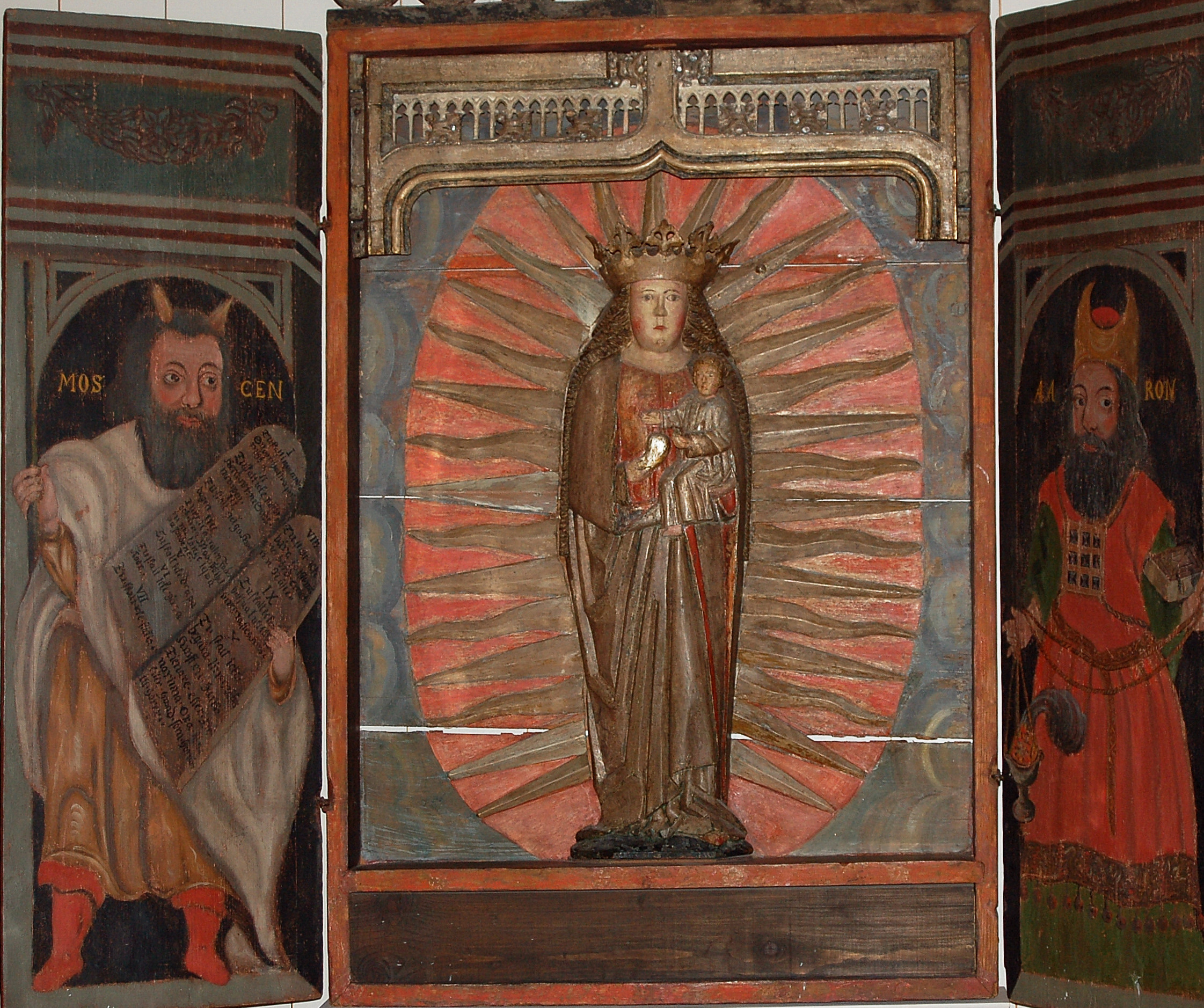
Jungfru Maria med en strålkrans som kännetecken
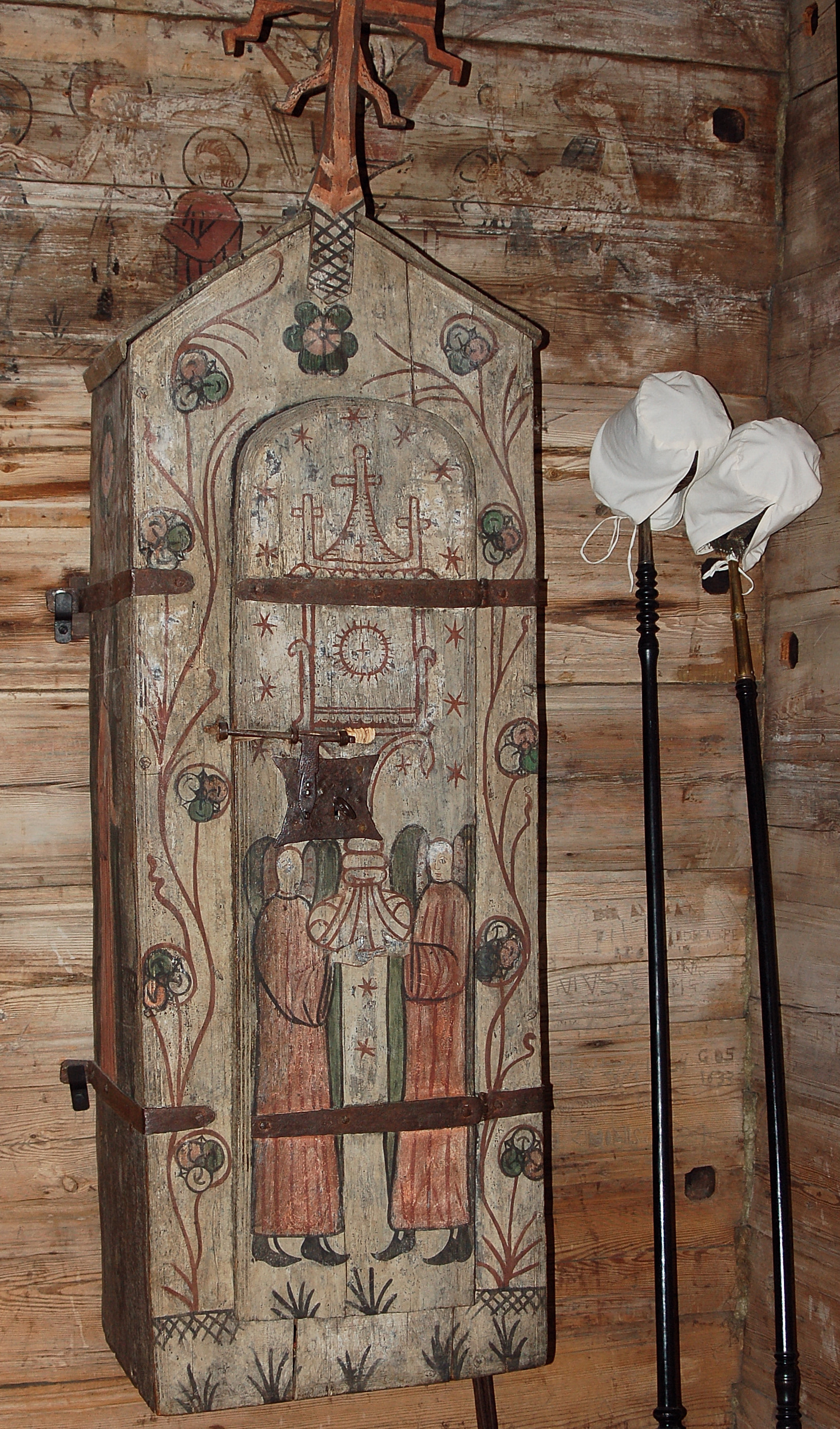
Sakramentskåp
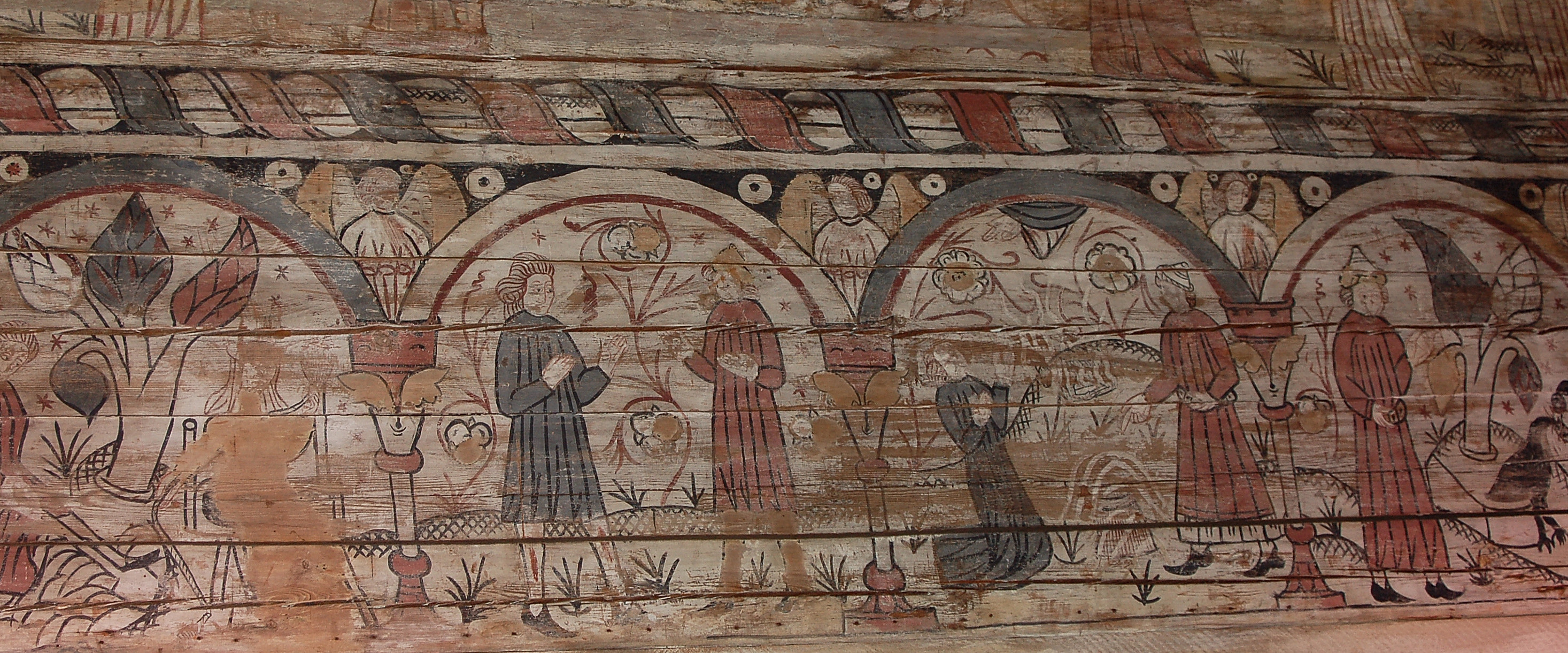
Väggmålning av Mäster Amund
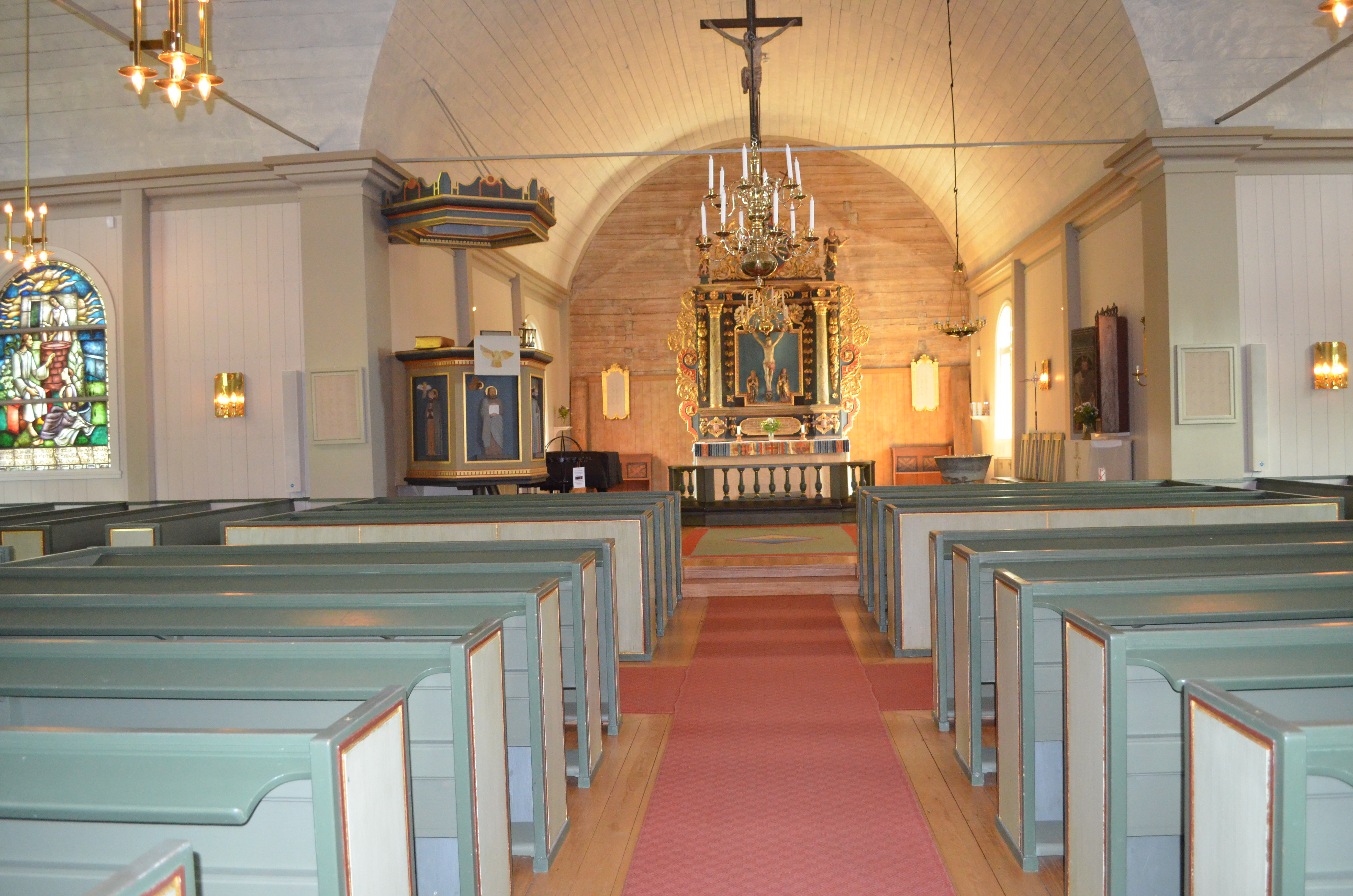
Kyrkorummet österut 2017
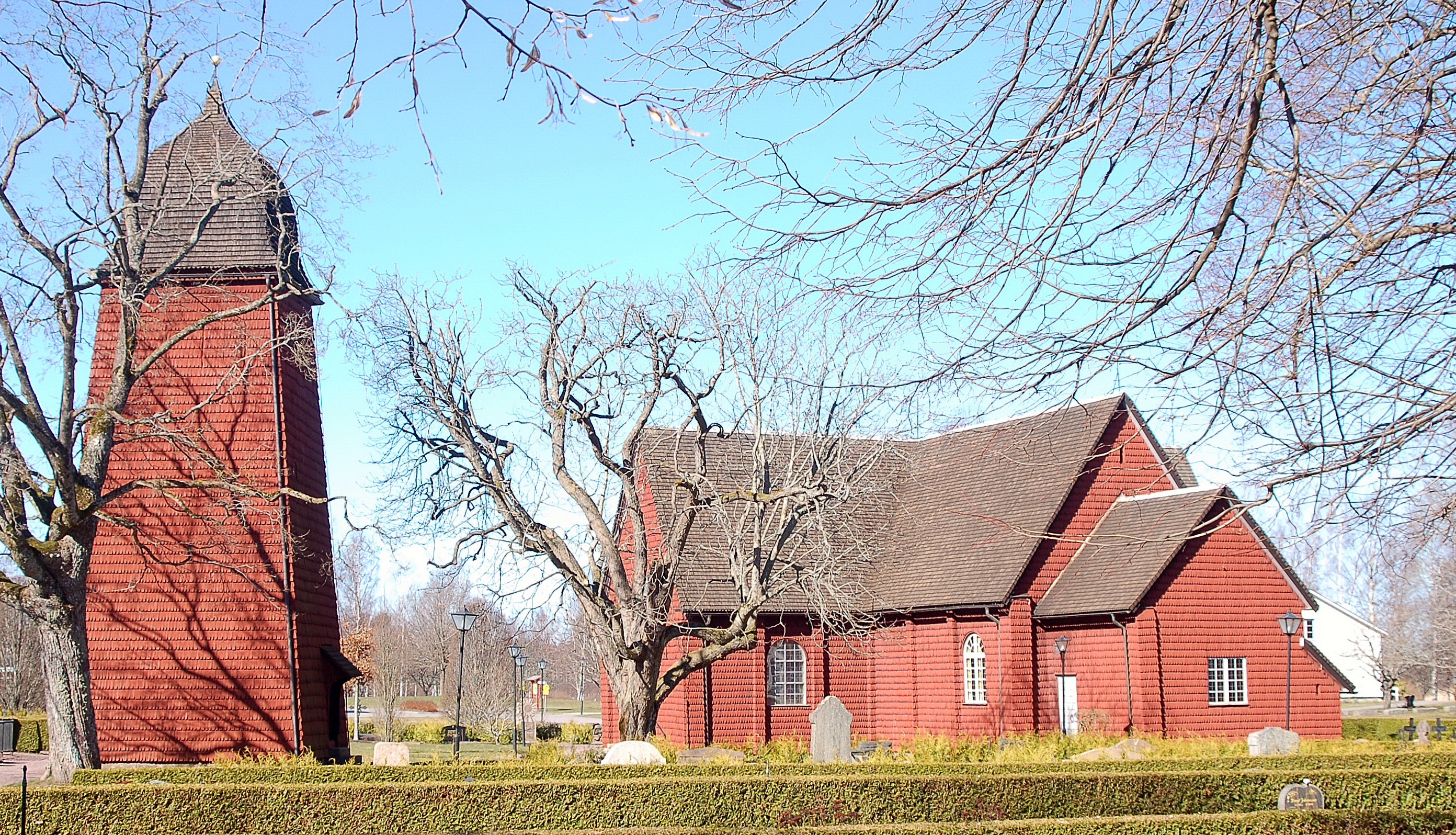
Kyrkan och klockstapeln österifrån. Här syns det lägre medeltida koret med den vidbyggda medeltida sakristian till höger därom. Bakom koret finns det medeltida långhuset
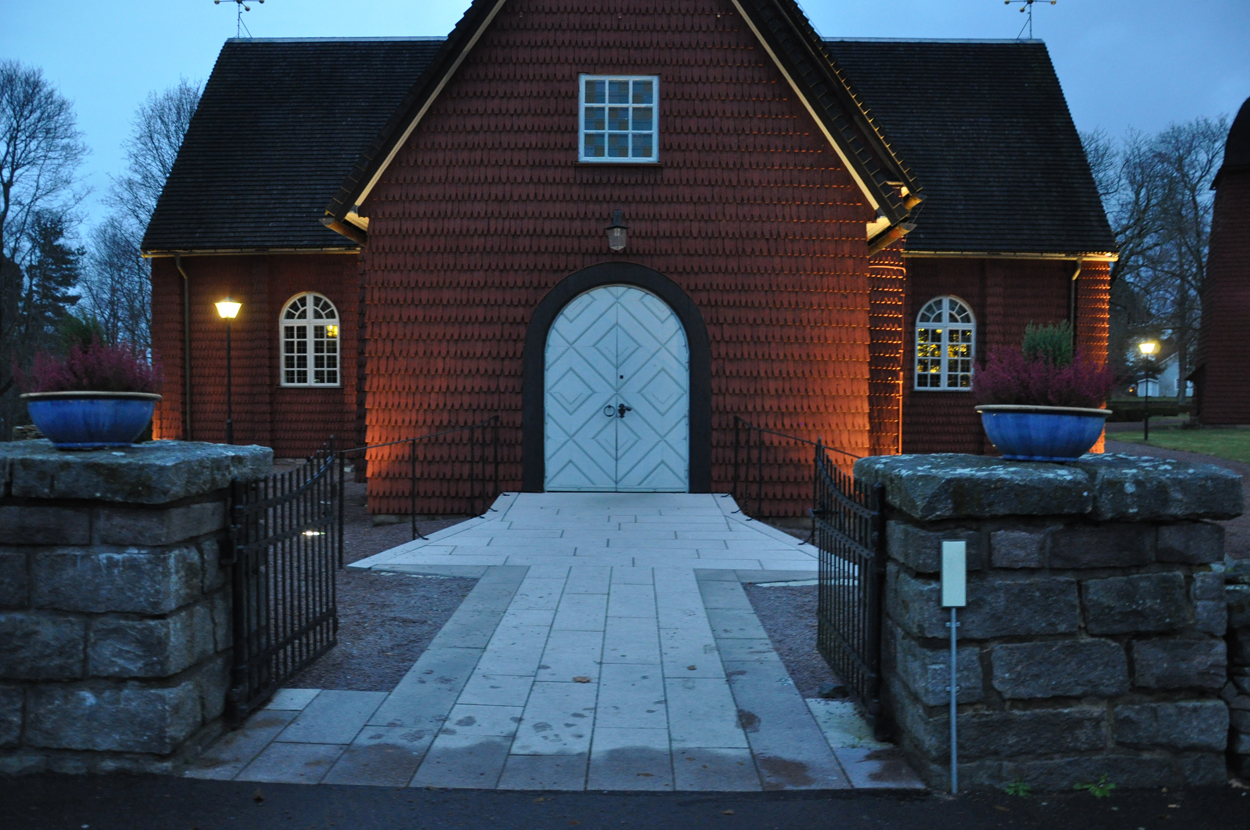
Kyrkan västerifrån